# 西澄
西澄（葡萄牙語：Citrosuco）是全球最大的浓缩橙汁生产商，其约45%的产品市场在巴西国内，约25%为全球市场。除果汁外，公司还销售工业化生产的橙子副产品，如精油和动物饲料等。该公司总部位于巴西马唐，是总部位于圣保罗的工业集团沃托兰廷集团的子公司。西澄公司在巴西、美国、德国、日本和比利时设有办事处。公司的主要竞争对手是巴西公司库特拉莱。